# Mikael Fölsch
Mikael Fölsch, född 1959, död 16 juni 2006, var en svensk musiker och musikproducent. Han spelade in många stora svenska artister under 1980-talet. Mikael var känd för sitt nytänkande, sin kunskap och musikaliska talang. Ständigt sökande efter det perfekta "soundet" var Mikael en sann perfektionist som bidrog till att hans studio ansågs vara en av Göteborgs och Sveriges främsta.
Han var även under en period bandmedlem i musikgrupperna VIVA och Twice a Man. Var sedan 1997 även verksam som grafisk designer på musikmagasinet FUZZ.